# Caribou (Maine)
Caribou és una ciutat del Comtat d'Aroostook a l'estat de Maine (EUA). Segons el cens dels Estats Units del 2000 tenia 8.312 habitants.

## Demografia
Segons el cens del 2000, Caribou tenia 8.312 habitants, 3.517 habitatges, i 2.324 famílies. La densitat de població era de 40,5 habitants per km².
Dels 3.517 habitatges en un 27,7% hi vivien nens de menys de 18 anys, en un 52,9% hi vivien parelles casades, en un 9,7% dones solteres, i en un 33,9% no eren unitats familiars. En el 28,7% dels habitatges hi vivien persones soles el 13,1% de les quals corresponia a persones de 65 anys o més que vivien soles. El nombre mitjà de persones vivint en cada habitatge era de 2,32 i el nombre mitjà de persones que vivien en cada família era de 2,84.
Per edats la població es repartia de la següent manera: un 22,5% tenia menys de 18 anys, un 6,6% entre 18 i 24, un 27,3% entre 25 i 44, un 26,2% de 45 a 60 i un 17,6% 65 anys o més.
L'edat mediana era de 41 anys. Per cada 100 dones de 18 o més anys hi havia 88,8 homes.
La renda mediana per habitatge era de 29.485 $ i la renda mediana per família de 38.378 $. Els homes tenien una renda mediana de 29.202 $ mentre que les dones 20.737 $. La renda per capita de la població era de 16.061 $. Entorn del 8,4% de les famílies i el 12,4% de la població estaven per davall del llindar de pobresa.

## Poblacions properes
El següent diagrama mostra les poblacions més properes.